# Хороші вчинки
«Хороші вчинки» (Good Deeds) — американська комедійна мелодрама 2012 року автора сценарію, режисера, продюсера і виконавця головної ролі Тайлера Перри. Прем’єра відбулась 24 лютого 2012 року у Канаді.

## Сюжет
Фільм починається з того, як Веслі Дідс (Тайлер Перрі), багатий наступник і наступник сімейної корпорації комп’ютерного забезпечення «Дідс», збирається на роботу. Його наречена  Наталі (Ґабріель Юніон) готує сніданок, наголошуючи тим самим рутинність і різноманіття їхнього життя. По дорозі він бере з собою молодшого брата Волтера (Брайан Дж. Вайт), правопорушника, який після серії аварій загубив свої водійські права. Веслі повідомляє брату про заплановану вечерю з їх матір'ю, респектабельною жінкою по імені Вілімена (Філісія Рашад).
Після обіду Вілімена відправляється разом з Наталі і її подругою Хейди (Ребекка Ромейн) у салон для наречених , де вони розмірковують про те, скільки би дитят вони з Веслі хотіли. У ту ж пору у бідний частині міста дівчина по імені Ліндсі (Тенді Ньютон), мати-одиначка і прибиральниця корпорації «Дідс», дізнається,  невдовзі буде висилена з свого дому, якщо не сплатить у найближчий час кошти, які накопичились. Вона поспішає на роботу, паркує машину на стоянці, залишаючи там шестирічну дочку Аріель (Джорденн Томпсон). Веслі і Волтер помічають дівча у машині, поки Ліндсі намагається відшукати того, хто вирішив знизити їй зарплату. Вона повертається до машини і хоче встигнути відвезти дочку у школу, між нею і мужчинами виникає невелика дискусія. Вона їде, а Веслі зустрічається тим часом зі своїм колегою і кращим  другом Джоном по робочих справах.(Едді Сібріан).
Ліндсі повертається додому і виявляє,  що уже не має прав і можливості тут жити. Вона забирає дочку з школи, і думає на рахунок пошуку нової роботи, а поки її зміна не закінчена, тримає дівча у однім з підсобних помешкань будівлі. Опісля вони намірені жити у вантажівці. Цю картину спостерігає Веслі і вирішує за ними прослідкувати, поки вони не зауважують його. У підсумку, він запрошує їх з’їсти піцу.
Шкільний учитель Аріель дізнається,  у них немає оселі, і грозиться викликати органи опіки і піклування. Веслі вирішує зблизитися з ними і допомогти. Наталі повертається додому на підпитку після показу мод у якомусь нічному клубі, тоді намагається звабити Веслі, але він не відповідає взаємністю. Це її дратує, вона зривається на його від злости.
Органи опіки все-таки забирають Аріель у Ліндсі, обіцяючи вернуть її, якщо вона знайде місце, де би вони змогли жити. Веслі пропонує їм зупинитися у орендованій корпорацією   квартирі. Так, Ліндсі знову повертають дочку, і тепер вона хоче віддячити Веслі за допомогу. Вона знаходить про нього таке, що він сам про себе погано знає, шукає його іншу сторону. Наприклад, дівчина дізнається,  він любить кататися на мотоциклі. Вона взяла для   обох мотоцикли в оренду, і вони поїхали у сільську місцевість. Зупинились біля ставка, розмовляють та цілуються. Ліндсі поспіхом повертається за дочкою в школу.
Веслі проводить великі угоди, знаходить необхідну інформацію про конкуруючі організації, у честь чого корпорація влаштовує вечірку. На ній з'являється Ліндсі, але тут ж йде, побачивши, що Уолтер поводиться не кращим образом. Її припиняє Веслі і просить залишитися. Уолтер бачить їх разом і вирішує, що у них  роман. Він висловлюється неприємно відносно Ліндси, називаючи її двірником. Вілімена відводить дівчину і говорить, що для її старшого сина  не потрібні нові стосунки, зважаючи, що у нього колишня любов з Наталі. Ліндсі йде з вечірки і застрягає у ліфті, поки Веслі і Волтер виясняють ставлення.
Веслі прямує на  орендовану квартиру Ліндсі, але вона  відкидає його. Веслі і Наталі розмовляють, приходячи до висновку,  хоч вони люблять  один одного,  але їх  майбутній шлюб не принесе щастя, а тільки зіграє позитивну роль для їх батьків, які будуть цьому раді. Про це дізнається Вілімена і була не в захват. Веслі повідомляє,  вирішив покинути пост глави корпорації, призначити на цю посаду старого друга Джона, а сам планує зайнятися подорожами, щоб зустрітися з давніми друзями. Джон проти цього, але його підтримує Уолтер.
Веслі повідомляє Ліндсі про заплановану подорож у Нігерію, запрошує їх з собою, а також про покидання компанії. Ліндсі знову його відштовхує і відмовляється їхати. Веслі йде і направляється в аеропорт. У останній момент перед посадкою він зауважує Ліндсі і Аріель. Дівча щасливе спостерігає, як вони цілують.

## У ролях
- Тайлер Перрі — Веслі Дідс
- Тенді Ньютон — Ліндсі
- Ґабріель Юніон — Наталі
- Едді Сібріан — Джон
- Браян Дж. Вайт — Волтер Дідс
- Філісія Рашад — Вілімена Дідс
- Ребекка Ромейн — Хейди
- Джорденн Томпсон — Аріель
- Джеймі Кеннеді — Марк
- Беверлі Джонсон — Бренда

## Цікаве з фільму
- Слоган фільму — «Веслі Дідс при відкритті людини, якою вона повинна стати»
- У назві фільму ім’я головного героя можна побачити гру слів: прізвище персонажа, і назва у честь сім'ї корпорація Дідс («Deeds»), аналогічна з перекладом з англійського мови, що дослівно можна зрозуміти як «правила». Друга назва фільму — «Tyler Perry’s Good Deeds»
- Тайлер Перрі — відомий американський сценарист, продюсер і режисер, який пише для себе сценарії, ставить фільми і грає в них головну роль. Так, «Хороші вчинки» є одинадцятим з тринадцятьох фільмів, повністю створених Перрі. Він також має власну кінокомпанію «Tyler Perry Studios», яка, наряду з «Lionsgate» займалася виробництвом картини[9]
- Зняття почалися 25 квітня, тривали до червня 2011 року і проходили в Атланті, штат Джорджія, США[10][11]
- Акторки Тенді Ньютон і Ребекка Ромейн народилися у один день — 6 листопада 1972 року. Це їх перший спільний фільм[12]
- Едді Сибріан, Браян Дж. Уайт і Габриэль Юнион разом знімались у пілотних епізодах серіалу «Футбольні жінки» у 2007 рокові
- Дітям до 13 років перегляд не рекомендований[13]

## Саундтрек
- «X-Static Electricity» — Carvin Knowles
- «Crazy» — Electrolightz
- «Shut Out The Shine» — Anny Celsi
- «How Do You Want it?» — Тенді Ньютон, Тупак Шакур, K-Ci Hailey, Jo Jo Hailey
- «Time After Time» — Cassandra Wilson
- «Can You Feel It?» — Kim Owens
- «Right Here Waiting For You» — Річард Маркс
- «To the Zoo» — Shelly Fraley, Jessica Garey and Ian Bailey
- «Baroque Adagio» — Yuki Tanaki and Jay Weigel
- «Buddha’s Bossa» — Barry Levitt
- «Wormwood» — dj eMpTy
- «Toader» — Michael J. Stern
- «Lizardly» — Michael J. Stern

## Нагороди і номінації
- «BET Awards» (2012) — номінація у категорії «Найкращий фільм»
- «Image Awards» (2012) — номінація «Найкраща актриса другогоплану», Філісія Рашад
- «Золота малина» (2013) — номінація «Найгірший режисер», «Найгірша чоловіча роль», Тайлер Перрі

## Світовий реліз
- США — 24 лютого 2012 року США
- США — 12 червня 2012 року — прем'єра на DVD США[14]
- Сінгапур — 28 червня 2012 року Сінгапур